# Hemeroblemma circe
Hemeroblemma circe là một loài bướm đêm trong họ Erebidae.